# هلنا موجسکا
هلنا موجسکا (لهستانی: Helena Modjeska؛ زادهٔ ۱۲ اکتبر ۱۸۴۰ – ۸ آوریل ۱۹۰۹) بازیگر اهل لهستان است که در نقش‌های تراژیک و نمایش‌های شکسپیر تبحر داشت. او در ابتدا در صحنهٔ تئاتر لهستان ظهور کرد اما پس از مهاجرت به آمریکا و علی‌رغم ضعف در بیان زبان انگلیسی در صحنه‌های آمریکا و لندن نیز درخشید.